# Zusammenbildung
Unter Zusammenbildung versteht man in der Linguistik eine besondere Form der Wortbildung. Dabei werden mehrere Wörter zusammengefügt und gleichzeitig abgeleitet. Eine solche Bildung ist weder klar als Komposition noch als Ableitung einordenbar, sondern bildet eine dritte Gruppe. Beispielsweise wird aus blau, Auge und -ig das Wort blauäugig, aus rot, Wange, -ig wird rotwangig, aus dick, Haut, -er wird Dickhäuter. Diese Wörter sind nicht als Determinativkomposita interpretierbar, da es Lexeme wie Häuter, wangig etc. nicht in Isolation gibt. Ebenso wenig sind sie als Ableitung aufzufassen, da es die dafür nötigen Wortstämme *Blauauge, *Dickhaut ebenfalls nicht gibt. In einigen Abhandlungen werden solche Bildungen im Zuge einer vereinfachten Darstellung unter Ableitungen subsumiert, wobei die Besonderheiten und das Problem, dass sowohl Komposition als auch Ableitung gleichzeitig stattfinden, verloren gehen sowie die unterschiedliche Produktivität in manchen Bereichen des Deutschen, beispielsweise in den Medien, vgl. Frauenversteher, Rückwärtseinparker, Warmduscher. Solche Bildungen sind außerdem stilistisch markiert.